# Michele Lee
Michele Lee, geboren als Michelle Lee Dusick (Los Angeles, 24 juni 1942), is een Amerikaans actrice. Ze werd in 1982 genomineerd voor een Primetime Emmy Award voor haar hoofdrol in de soapserie Knots Landing, waarin ze van 1979 tot en met 1993 Karen MacKenzie speelde. Lee maakte in 1961 haar acteerdebuut met een eenmalige verschijning als Lila in een aflevering van de komedieserie The Many Loves of Dobie Gillis. Haar eerste filmrol volgde in 1967, als Rosemary Pilkington in de filmmusical How to Succeed in Business Without Really Trying.
Lee kreeg in 1998 een ster op de Hollywood Walk of Fame.

## Filmografie
*Exclusief 15+ televisiefilms
- Along Came Polly (2004)
- Grandma Got Run Over by a Reindeer (2000, stem)
- Nutcracker Fantasy (1979, stem verteller)
- The Comic (1969)
- The Love Bug (1968)
- How to Succeed in Business Without Really Trying (1967)

## Televisieseries
*Exclusief eenmalige gastrollen
- Fumbling Thru the Pieces - Eleanor (2012, drie afleveringen)
- Knots Landing - Karen Fairgate, later Karen Mackenzie (1979-1993, 344 afleveringen)
- The Love Boat - Dorothy Meacham (1982, twee afleveringen)
- The Love Boat - Roz Rogers (1978, twee afleveringen)
- Love, American Style - Verschillende (1971-1973, vijf afleveringen)
- Alias Smith and Jones - Georgette Sinclair (1972, drie afleveringen)
- Marcus Welby, M.D. - Kate (1972, twee afleveringen)

## Privé
Lee trouwde in 1987 met producent Fred A. Rappoport, haar tweede echtgenoot. Van 1966 tot en met 1983 was ze al eens getrouwd met acteur James Farentino. Hun huwelijk eindigde in een echtscheiding.
- Biblioteca Nacional de España: XX1549394
- Bibliothèque nationale de France: cb14038291z (data)
- Gemeinsame Normdatei: 143664921
- International Standard Name Identifier: 0000 0000 5935 498X
- Library of Congress Control Number: n93013789
- MusicBrainz: 1cc3242b-5b6a-467b-9ee6-55ee54140015
- Nationale Bibliotheek van Israël: 987007325759105171
- Nationale Bibliotheek van Polen: a0000001685841
- Istituto Centrale per il Catalogo Unico: MILV269054
- Virtual International Authority File: 24802149
- WorldCat: E39PBJyhcTX4RDgYc6HPXBDTHC